# HavariaPress Hírügynökség
A HavariaPress Hírügynökség magyarországi magán hírügynökség, amit 1995-ben alapított Horváth Zsolt főszerkesztő. Azóta lényegében folyamatosan működik, politikai pártoktól független hírszolgáltató magánvállalkozásként. Megalakulása óta mindig főként bűnügyi területen volt aktív, de sok esetben adott ki politikai, illetve az aktuálpolitikától független egyéb híreket is.
A hírügynökség történetéből nagyon kevés tényadat ismert, illetve forrásokkal dokumentált, mert az esetek többségében a főszerkesztő és a szerkesztőség munkatársai is elzárkóztak az esetleges interjúkérelmek elől. Annyi ezzel együtt is megállapítható, hogy a hírügynökség abban az időszakban élte igazi fénykorát, az 1990-es években és a 2000-es évtized első felében, amikor még le lehetett hallgatni – legálisan beszerezhető eszközökkel is – a hatóságok rádióforgalmazását, és erre olyan hírszolgáltatást lehetett alapozni, ami jóval megelőzhette a hatóságok hivatalos értesítési láncolatát.

## Megalakulása
A hírügynökség 1995-ben alakult, bűnügyekre, balesetekre, tűzesetekre specializálódva. A működésének kezdeti éveiben újdonságot jelentett, hogy egy magán hírügynökség a hatóságok rádióforgalmazásának lehallgatására állt rá, és kisebb-nagyobb mértékben az ilyen – voltaképpen illetéktelenül, de legálisan megszerzett – információk hasznosítására alapíthatta működésének bázisát. Emiatt 1997-ben rendőrségi eljárás is indult a szerkesztőség tevékenységével összefüggésben, bár sajtóhírek szerint a szerkesztőség munkatársait nem gyanúsították meg bűncselekmény elkövetésével, csak ismeretlen rendőr ellen indult nyomozás illetéktelen kiszivárogtatás gyanújával.

## Munkatársai
A HavariaPress Hírügynökség munkatársai voltak (a teljesség igénye nélkül):
- Árki Richárd
- Diósi Evelin (hirdetésszervező)[2]
- Erdélyi Dorottya (bírósági tudósító)[3]
- Erdősi Csaba
- Fekete Lajos
- Fuszek Gábor (fotóriporter)[4]
- Fülep Zsolt
- Harmat Attila
- Házi Hunor
- Kenéz Zoltán
- Kerekes Tamás (fotóriporter)
- Kovács Balázs
- Kurucz Árpád (fotóriporter)[2]
- Kwaysser Márk
- Nagy Réka (irodavezető)[2]
- Petrovics Attila
- Szécsényi-Nagy Kristóf (parlamenti tudósító)[5]
- Táborosi Attila
- Tóth Tamás
- Udvarhelyi László

## Szlogenje
A HavariaPress Hírügynökség szlogenje hosszú ideig "A legtöbb vért tőlünk kapja" volt. Idővel ennek a jelmondatnak a használatával felhagytak, 2011 körül már nem használták.